# Wendelstein 7-X
Wendelstein 7-X – eksperymentalny stellarator wybudowany przez Instytut Fizyki Plazmowej im. Maksa Plancka w Greifswaldzie. Jego budowę zakończono w kwietniu 2014, natomiast pierwszą plazmę – plazmę helową – wytworzono 10 grudnia 2015 roku. Prace badawcze nad plazmą wodorową rozpoczęły się w 2016 roku. Obecnie jest to największy ukończony reaktor fuzyjny oparty na technologii stellaratora.